# 닌부촌
닌부촌(仁歩村)은 도야마현 네이군에 있던 촌이다.

## 역사
- 1889년 4월 1일 - 정촌제 시행에 의해 네이군 닌부촌이 성립하였다.
- 1957년 11월 1일 - 야쓰오정, 오나가타니촌, 노즈미촌과 합병해, 야쓰오정이 성립하였다.

## 참고문헌
- 『市町村名変遷辞典』東京堂出版、1990年。